# Ivan Alexandre de Bulgària
Ivan Alexandre de Bulgària (Ivan Aleksandăr) fou un emperador del Segon Imperi Búlgar que regnà entre 1331 i 17 de febrer de 1371. Fou precedit en el tron per Ivan Esteve de Bulgària, i fou succeït per Miquel IV Assèn.
El 1330 es va formar el despotat de Lòvetx després que Ivan Alexandre fos nomenat per governar Lovech i la zona propera al poble. El 1330 Esteve Uroš III de Dečani derrotà els búlgars a la batalla de Velbazhd, en la que Miquel Xixman va morir. i els búlgars van ser incapaços d'aturar l'avenç serbi cap a Macedònia. La derrota, combinada amb l'empitjorament de les relacions amb l'Imperi Romà d'Orient, que s'havia estabilitzat després d'una guerra civil va precipitar una crisi interna, que es va veure agreujada per una invasió dels romans d'Orient d'Andrònic III Paleòleg. Un cop d'estat va deposar Ivan Esteve el 1331, i els conspiradors van col·locar Ivan Alexandre al tron i Andrònic va abandonar la guerra amb Sèrbia aprofitant la debilitat búlgara, però el 1332 els búlgars van derrotar els romans d'Orient a la batalla de Rusokastro i van recuperar molts territoris a Tràcia i Macedònia.